# Janet Hatfield
Janet Hatfield (* circa 1960) ist eine ehemalige US-amerikanische Triathletin und mehrfache Weltcup-Siegerin.

## Werdegang
Janet Hatfield wurde 1992 Dritte im Triathlon-World-Cup der Internationalen Triathlon Union (ITU). 
1995 wurde sie in Australien Dritte bei der Weltmeisterschaft auf der Kurzdistanz (1,5 km Schwimmen, 40 km Radfahren und 10 km Laufen).
1996 wurde Hatfield Panamerikanische Meisterin Triathlon.

## Sportliche Erfolge
| Datum/Jahr    | Rang | Wettbewerb                           | Austragungsort   | Zeit     | Bemerkung                                        |
| ------------- | ---- | ------------------------------------ | ---------------- | -------- | ------------------------------------------------ |
| 12. Nov. 1995 | 9    | ITU Triathlon World Championships    | Cancún           | 02:07:22 |                                                  |
| 15. Okt. 1995 | 3    | ITU Triathlon World Cup              | Sydney           | 02:05:25 |                                                  |
| 8. Okt. 1995  | 1    | ITU Triathlon World Cup              | Auckland         | 02:07:03 |                                                  |
| 1995          | 4    | USA Triathlon National Championships | St. Joseph’s     | 02:05:11 | Schu’s International Triathlon                   |
| 22. Aug. 1993 | 30   | ITU Triathlon World Championships    | Manchester       | 02:13:59 | bei der Weltmeisterschaft hinter Michellie Jones |
| 31. Okt. 1992 | 2    | ITU Triathlon World Cup              | Salvador (Bahia) | 02:14:42 | hinter Sophie Delemer                            |
| 1992          | 8    | USA Triathlon National Championships | Wilkes-Barre     | 02:12:10 |                                                  |
| 1992          | 5    | St. Croix Triathlon                  | Saint Croix      | 03:00:39 | 2 km Schwimmen, 55 km Radfahren und 12 km Laufen |
| 7. Juli 1991  | 2    | Chicago Triathlon                    | Chicago          | 01:56:39 | [ 1 ]                                            |
| 1991          | 6    | USA Triathlon National Championships | Cleveland        | 01:59:10 |                                                  |
| 1991          | 5    | St. Croix Triathlon                  | St. Croix        | 02:57:08 | 2 km Schwimmen, 55 km Radfahren und 12 km Laufen |
| 1990          | 9    | USA Triathlon National Championships | Cleveland        | 01:55:40 |                                                  |
| 1987          | 4    | USA Triathlon National Championships | Hilton Head      | 02:07:24 |                                                  |

(DNF – Did Not Finish)